# Azatioprină
Azatioprina este un medicament derivat de purină, fiind utilizat ca imunosupresiv. Este un antimetabolit al purinei. Căile de administrare disponibile sunt intravenoasă și orală.
Molecula a fost sintetizată pentru prima oară în 1957. Se află pe lista medicamentelor esențiale ale Organizației Mondiale a Sănătății. Este disponibil sub formă de medicament generic.

## Utilizări medicale
Azatioprina este utilizată în:
- transplante de organe, singur sau asociat cu corticosteroizi și/sau alți agenți, pentru a scădea riscul de reject
- boala Crohn sau colita ulcerativă (boli intestinale  inflamatorii  moderate)
- scleroză multiplă[14]
- afecțiuni reumatice, autoimune și inflamatorii: artrită reumatoidă gravă, lupus eritematos sistemic, dermatomiozită și polimiozită, hepatită cronică activă auto-imună, pemfigus vulgar, poliartrită nodoasă, anemie hemolitică autoimună, purpură trombocitopenică idiopatică cronică refractară la alte tratamente

## Farmacologie
Azatioprina este un promedicament și este convertită la 6-mercaptopurină (6-MP) în organism, prin clivarea funcției tioeterice. Fiind un antimetabolit analog de purină, va avea loc inhibarea sintezei de baze purinice, necesare pentru sinteza de ARN și ADN de la nivelul leucocitelor, ceea ce produce imunosupresia.